# Мизиц
Мизиц (њем. Miesitz) општина је у њемачкој савезној држави Тирингија. Једно је од 76 општинских средишта округа Зале-Орла. Према процјени из 2010. у општини је живјело 316 становника. Посједује регионалну шифру (AGS) 16075065.

## Географски и демографски подаци
Мизиц се налази у савезној држави Тирингија у округу Зале-Орла. Општина се налази на надморској висини од 330 метара. Површина општине износи 4,4 km². У самом мјесту је, према процјени из 2010. године, живјело 316 становника. Просјечна густина становништва износи 71 становника/km².